# Coeranoscincus reticulatus
Coeranoscincus reticulatus là một loài thằn lằn trong họ Scincidae. Loài này được Günther mô tả khoa học đầu tiên năm 1873.
Loài thằn lằn bóng này là đặc hữu Australia (New South Wales, Queensland). Tên gọi trong tiếng Anh của nó là three-toed snake-tooth skink, nghĩa là thằn lằn bóng răng rắn ba ngón.